# Клюшников, Евгений Александрович
Евгений Александрович Клюшников (1920—1989) — майор Советской Армии, участник Великой Отечественной войны, Герой Советского Союза (1943).

## Биография
Евгений Клюшников родился 1 января 1920 года в Самаре. В 1941 году он окончил третий курс Чкаловского сельскохозяйственного института. В июле того же года Клюшников был призван на службу в Рабоче-крестьянскую Красную Армию. В 1942 году он окончил курсы младших лейтенантов. С того же года — на фронтах Великой Отечественной войны. К сентябрю 1943 года гвардии старший лейтенант Евгений Клюшников командовал батареей 91-го гвардейского артиллерийского полка 42-й гвардейской стрелковой дивизии 40-й армии Воронежского фронта. Отличился во время битвы за Днепр.
23 сентября 1943 года батарея Клюшникова одной из первых переправилась через Днепр в районе села Гребени Кагарлыкского района Киевской области Украинской ССР и своим огнём способствовала успешному захвату плацдарма на его западном берегу, нанеся противнику большие потери в боевой технике и живой силе.
Указом Президиума Верховного Совета СССР от 29 октября 1943 года гвардии старший лейтенант Евгений Клюшников был удостоен высокого звания Героя Советского Союза с вручением ордена Ленина и медали «Золотая Звезда».
В январе 1946 года в звании майора Клюшников был уволен в запас. Находился на партийных должностях. Был начальником стрелковой команды военизированной охраны МПС СССР на железнодорожной станции Черняховск Литовской железной дороги, затем руководил подразделениями военизированной охраны ряда железных дорог (в том числе Куйбышевской, Дальневосточной). Проживал в Днепропетровске. Умер 14 марта 1989 года. Похоронен на Сурско-Литовском кладбище.
Был также награждён орденом Отечественной войны 1-й и 2-й степеней, двумя орденами Красной Звезды, рядом медалей.